# 松树坑红层保护区
松树坑红层保护区，位于中国广东省韶关市南雄市雄州镇河南村，现为南雄市文物保护单位，类型为其他，公布时间为1992年12月7日。
松树坑红层保护区的历史年代为早第三纪。